# François Audrain
Pour les articles homonymes, voir Audrain.
François Audrain, né le 8 août 1967 en France, est un auteur-compositeur-interprète français.

## Biographie
François Audrain a grandi à Saint-Malo et vit à Rennes. Il est musicien, et professeur d'histoire au collège Émile-Zola. Ses deux métiers se complètent  régulièrement,.
Son style, entre chanson et électro, est poétique et personnel,. La journaliste Valérie Lehoux le compare à celui de Miossec, de Vincent Delerm ou d'Arman Méliès. Il est une figure du style parlé-chanté.
Il joue d'abord au festival des Vieilles Charrues en 1999. Il travaille notamment avec David Euverte, David Monceau, Barbara Carlotti, Vincent Delerm, Christian Olivier (Têtes Raides), et la chorégraphe Julie Desprairies.
Il joue en 2018 au festival I'm From Rennes et aux Bars en Trans, et mène un projet d'album autour de la mémoire ouvrière, qui réunit des amis musiciens autour du four à chaux de Lormandière près de Chartres-de-Bretagne.  Cet album de chansons, sur la révolution industrielle et la mémoire ouvrière, Melancholia paraît en 2024 et est présenté lors du festival I'm from Rennes,,.

### Les retours de l'école
De 2011 à 2016, il mène le projet « Retours de l'école », projet artistique et pédagogique qui mêle concerts et ateliers au Viêt Nam, en Chine, Allemagne, République tchèque, au Québec, en Turquie et en Écosse, en partenariat avec le festival Travelling.
Les textes de l'album Accueil transit, sorti en Août 2018 sont pour la plupart écrits pendant ces séances de travail dans des villes étrangères.

## Discographie

### Albums Studio
- 2001 : Détachée (Tôt Ou Tard/Warner Music France)
- 2004 : Chambres Lointaines (Tôt Ou Tard/Warner Music France)
- 2009 : Les Soirs d'Été (Tôt Ou Tard/Warner Music France)
- 2018 : Accueil transit (MonsieurArr/L’autre distribution)
- 2024 : Melancholia